# Владимир Атанасовски
Владимир Атанасовски (на македонска литературна норма: Владимир Атанасовски) е разузнавач, биш директор на Управлението за сигурност и контраразузнаване на Република Македония от 2016 до 2017 година.

## Биография
Владимир Атанасовски е роден в Царево село (Делчево). Завършва икономика в Скопския университет „Св. св. Кирил и Методий“.
Атанасовски през 2008 г. постъпва в Управлението за финансово разузнаване и се издига в йерархията при управлението на ВМРО-ДПМНЕ на Никола Груевски. От юли 2010 г. става ръководител на финансовото разузнаване. От 1 септември 2016 г. до 16 юни 2017 г. е директор на Управлението за сигурност и контраразузнаване.
На 4 декември 2018 г. е арестуван по обвинение, че е организирал щурма и нахлуването в Събранието на 27 април 2017 г.